# Plounéour-Trez
Plounéour-Trez är en kommun i departementet Finistère i regionen Bretagne i västra Frankrike. Kommunen ligger i kantonen Lesneven som tillhör arrondissementet Brest. År 2018 hade Plounéour-Trez 1 181 invånare.

## Befolkningsutveckling
Antalet invånare i kommunen Plounéour-Trez
Referens:INSEE